# La madre
La madre é um filme de drama produzido em 2011 na Espanha.

## Elenco
- Alzira Gómez ..... Karen
- Filipe Vargas ..... Roberto